# Kifle Wodajo
Ato Kifle Wodajo (* 30. Oktober 1936 in Addis Abeba; † 28. April 2004 in Südafrika) war ein äthiopischer Diplomat und Politiker.

## Biografie
Kifle Wodajo entstammte einer Familie von Würdenträgern am Hof von Kaiser Haile Selassie und wurde im Alter von gerade 26 Jahren im Mai 1963 erster Generalsekretär der neugegründeten Organisation für Afrikanische Einheit (OAU). In späteren Jahren war er Ständiger Vertreter bei den Vereinten Nationen in New York City sowie Botschafter in den USA.
Zwischen 1974 und 1977 war er schließlich als Nachfolger von Zewde Gabre-Selassie Außenminister der Militärjunta (Derg) nach dem Sturz Haile Selassies und begab sich anschließend nach der Machtübernahme von Mengistu Haile Mariam bis 1991 ins Exil, wobei er überwiegend in den USA lebte.
Nach seiner Rückkehr wurde er 1991 zum Mitglied des Volksrepräsentantenhauses (House of People’s Representatives) gewählt und war zeitweise Vorsitzender der Kommission zur Ausarbeitung einer Verfassung. Nachdem er sich 1996 aus dem politischen Leben zurückgezogen hatte, wurde er Leiter des Horn-von-Afrika-Friedenszentrums, einer Nichtregierungsorganisation, die sich dem Fortschreiten des Friedens und Konfliktvorbeugung in dieser Region widmet. Zwischen 1998 und 2000 war er Mitglied des Internationalen Stabes zur Untersuchung der Ursachen des Völkermordes in Ruanda von 1994.